# Ursula Meyer (Lyrikerin)
Ursula Meyer, gebürtig Wördenmann (oder Wördemann) (* 17. Jahrhundert; † unbekannt) war eine deutsche Barock-Lyrikerin.

## Leben und Werk
Von Meyers Leben sind nur Informationen über ihr Schaffen überliefert.
Im Jahr 1692 gab die verwitwete Meyer ihr Werk mit dem Titel Christlicher Wittwenlast und Lust heraus. 1708 wurde das Buch unter dem Titel Die Angefochtene Und wieder Getröstete Seele, Oder Tractat Von Geistlichen Anfechtungen neu aufgelegt. Das 485-Seiten umfassende Werk ist dem Bereich der Erbauungsliteratur zuzuordnen.
Dem Titelblatt geht ein Kupferstich voraus, das im Werk durch folgendes Gedicht erklärt wird:

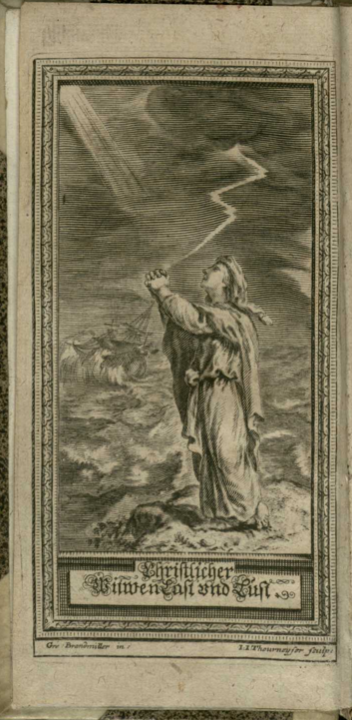
Kupferblatt aus dem Werk Christlicher Wittwenlast und Lust von Ursula Meyer

„Herr deine Pfeile / HERR / auff mich sehr ernstlich blitzen /

Und machen meine Seel in Höllenängsten schwitzen.

Recht / O gerechter Gott / die Sünde war mein Last /

Deßwegen dur so sehr dein Zorn und Grimm gefast.

Sih aber / hier ein Blick der Gnaden ist zu finden /

So mich in diesem Kampff macht endlich überwinden.

Ist dann die Sünd mein Last / mein Lust ist deine Güt /

Die mich vor Satans Reich und deinnem Zorn behüt.“

Das angeführte Gedicht behandelt bereits einige der im Werk verhandelten Themen. Im Kern wird eine ‚sündhafte‘ Ich-Erzählerin thematisiert, die um Gottes Gnaden bittet. Mithilfe Gottes will sie den Kampf, den sie mit sich selbst führt, überwinden. Dies setzt voraus, dass sie die Sünde als ihre Last akzeptiert. Gott bringt ihr im Gegenzug seine Güte entgegen und behütet sie so vor Satan.
Nach der Eröffnung des Werkes durch Kupferblatt und Gedicht, folgen zunächst Widmungen an diverse Personen und anschließend eine Vorrede „An den Gott-liebenden Leser“. Darin wird unter anderem dafür appelliert, sich nicht davor zu scheuen, das eigene „sündliche[] Elend“ öffentlich zu bekennen. Durch die Bekenntnis dessen, was man ausgestanden habe, könne anderen Trost gespendet werden. Des Weiteren solle man Gott loben und preisen, und zwar sowohl „heimlich und offentlich“.
Das Werk ist anschließend in zwei Teile gegliedert: Der erste Teil behandelt im Allgemeinen die „Natur“, die vielfältigen Gattungen sowie die Nützlichkeit („Nutzbarkeit“) von geistlichen Anfechtungen. Der zweite Teil setzt sich vor allem aus Klage-, Trost und Dankliedern sowie Gebeten zusammen. So enthält dieser Teil insgesamt 35 Gebete und 30 Lieder. In Johann Caspar Wetzels Analecta Hymnica, die von 1751 bis 1756 in zwei Bänden erschienen ist, findet sich im zweiten Band eine Übersicht der Titel aller im Tractat enthaltenen Lieder.
Das Werk schließt mit einer Vermahnung einer Mutter an ihre Kinder ab. Darin richtet sie sich an ihre Kinder und nimmt Bezug auf deren verstorbenen Vater. Durch dessen plötzlichen und frühzeitigen Tod, sei ihr bewusst geworden, wie nichtig und kurz das Leben sei. Sie vergleicht das Leben mit „Blumen des Felds“, „Rauch“ und „Nebel“ und reiht sich damit in die barocke Vanitas- und Memento-mori-Tradition ein. So sieht sie ihre Aufgabe darin, ihre Kinder stets an die Vergänglichkeit des Lebens zu erinnern und sie durch Gebete und das Wort Gottes auf das Sterben vorzubereiten. Doch auch die Kinder selbst sollen sich mittels „nützlichen Trost- und Vermahnungs-Bücher[]“ täglich selbst darin üben. Dennoch sorgt sich Meyer um die „Seelen- und Leibs-Wolfahrt“ der Kinder. Deshalb sah sie sich dazu veranlasst, die Zeilen in der Vermahnung niederzuschreiben – in der „Hoffnung / der getreue Gott werde diejenige Wort / so ich euch mündlich so offt zugeruffen / auch nach meinem Tod in euren Hertzen kräfftig machen“. Insgesamt geht Meyer in der Vermahnung darauf ein, wie die Kinder zu einem gottseligen Leben anzulehren sind. Gleichzeitig verfolgt Meyer damit den Zweck, diese Erziehung mittels Niederschrift über ihren Tod hinaus sicherzustellen.